# Bächingen an der Brenz
Bächingen an der Brenz, Bächingen a.d. Brenz – miejscowość i gmina w Niemczech, w kraju związkowym Bawaria, w rejencji Szwabia, w regionie Augsburg, w powiecie Dillingen an der Donau, wchodzi w skład wspólnoty administracyjnej Gundelfingen an der Donau. Leży na obrzeżach Jury Szwabskiej, ok. 15 km na południowy zachód od Dillingen an der Donau, nad rzeką Brenz.

## Polityka
Wójtem gminy jest Roland Grandel, rada gminy składa się z 12 osób.
|      | CSU/Aktive Bürger | SPD | FWV | Razem |
| ---- | ----------------- | --- | --- | ----- |
| 2008 | 4                 | 3   | 5   | 12    |
| 2002 | 5                 | 2   | 5   | 12    |